# جوزيف وايز
جوزيف وايز هو سياسي كندي، ولد في 14 أكتوبر 1835، وتوفي في 23 فبراير 1909.